# علم الاجتماع العسكري
علم الاجتماع العسكري هو فرع فرعي من فروع علم الاجتماع، وهو قريب جدًا من دعوة رايت ميلز لربط العالم الفردي ببنى اجتماعية أوسع. يهدف علم الاجتماع العسكري إلى الدراسة المنهجية للجيش كمجموعة اجتماعية لا كمنظمة عسكرية. يفحص هذا المجال الفرعي عالي التخصص القضايا المتعلقة بموظفي الخدمة كمجموعة مميزة ذات عمل جماعي إجباري يعتمد على المصالح المشتركة المقترنة بالبقاء على قيد الحياة في العمل والقتال، بأهداف وقيم محددة ومخصصة أكثر مما هي داخل المجتمع المدني. ويعنى علم الاجتماع العسكري أيضاً بالعلاقات المدنية والعسكرية والتفاعلات بين المجموعات الأخرى أو الوكالات الحكومية.

## النظرية والمنهجية
يعكس علم الاجتماع العسكري تنوع الأساليب التي يستخدمها علم الاجتماع نفسه. وتشمل هذه الأساليب تحليل البيانات على نطاق واسع، ومراقبة المشاركين، وتحليل الشبكة الاجتماعية، وأبحاث المسح، والتاريخ المقارن، ودراسات الحالة، وما إلى ذلك.

## علم الاجتماع العسكري المعاصر
علم الاجتماع العسكري المعاصر هو في المقام الأول نتيجة لعصر الحرب العالمية الثانية والحرب الباردة. بدأت هذه الأحداث في دراسة منهجية لعلم الاجتماع العسكري، ولكن من المنطقي أن العلاقة بين الجيش والمجتمع سبقت هذه الأحداث. يشتمل علم الاجتماع العسكري على العديد من الموضوعات، فمن المهم أن نلاحظ أن نطاقه لا يقتصر بشكل حصري على المؤسسة العسكرية نفسها أو على أعضائها. يشمل علم الاجتماع العسكري مجالات مثل العلاقات المدنية العسكرية والعلاقة بين القوات المسلحة وغيرها من الجماعات العسكرية أو الوكالات الحكومية. تشمل المواضيع الأخرى في علم الاجتماع العسكري ما يلي:
1. الافتراضات السائدة لدى أفراد الجيش.
2. التغييرات في استعداد أعضاء الجيش للقتال.
3. النقابة العسكرية.
4. المهنية العسكرية.
5. زيادة انتساب النساء للجيش.
6. المجمع الصناعي الأكاديمي العسكري.
7. اعتماد الجيش على البحوث.
8. الهيكل المؤسسي والتنظيمي للجيش.[4]

## الجيش كمجتمع

### الجيش كمهنة
هناك نقاش حول ما إذا كان يجب اعتبار الجيش مهنة أكثر من كونه مؤسسة. على الرغم من أن الجيش لا يزال يحتفظ بالمبادئ المؤسسية «القيم الوطنية والتقاليد التاريخية، وما إلى ذلك» فإنه يتجه نحو مبادئ الأعمال والاقتصاد ويمكن تصنيفه بكل إنصاف على أنه مهنة. يمكن اكتشاف ذلك من خلال المقارنة مع المهن الأخرى من ناحية ترتيب السلطة والمزايا. هناك رتب عسكرية مختلفة ضمن الجيش تمنح بعض الناس المزيد من السلطة. يتطلع الكثير من الشباب إلى الجيش للحصول على المكافآت والمزايا وفرصة للالتحاق بكلية دون الحاجة لقرض كبير.

### الجيش كمهنية
يؤثر اثنان من كبار الباحثين، صامويل فيليبس هنتنجتون وموريس غانويتز، على فكرة المهنية العسكرية في علم الاجتماع العسكري. جادل هنتنجتون بأنه يجب أن تكون هناك درجة عالية من الحكم الذاتي داخل المهنة العسكرية على المسائل العسكرية، لأن المدنيين لا يمتلكون الخبرة اللازمة على مستوى المؤسسة للإشراف على المسائل العسكرية ووصف ذلك بالسيطرة الموضوعية. من ناحية أخرى، أكد جانويتز على أن دور الجيش في المجتمع الحديث كان معقدًا للغاية. وبسبب المخاطر العالية المقترنة بواجب الجندي المحترف، تجاوز دوره مجرد تنفيذ العنف. يترتب على النخبة العسكرية الحفاظ على علاقات دولية مستقرة، هذه الخبرة الإدارية بالإضافة إلى المهارات السياسية والكلاسيكية مطلوبة كمهارات للضابط العسكري. كان جانويتز يشعر بالقلق من احتمال أن تصبح المهنة العسكرية فئة دائمة الخدمة الذاتية.  لذلك، من المهم أن يكون الجيش ممثلًا اجتماعيًا للمواطن الذي يخدمه. وفقًا لسام سركيسيان وروبرت كونور، فإن المهنة العسكرية مهنة فريدة من نوعها. هناك ستة عناصر رئيسية لها أهمية قصوى في تشكيل شخصية المهنة العسكرية. مدرجة على النحو التالي:
1. للمهنة مجال اختصاص محدد مبني على معرفة الخبراء.
2. هناك نظام للتعليم المستمر مصمم للحفاظ على الكفاءة المهنية.
3. المهنة لديها واجب تجاه المجتمع ويجب أن تؤديه دون أجر.
4. وجود نظام قيم يديم الشخصية المهنية ويؤسس ويحافظ على علاقات شرعية مع المجتمع.
5. وجود إطار مؤسسي للوظائف المهنية.
6. للمهنة سلطة على نظام المكافآت والعقوبات وهي في موقع يسمح لها تحديد نوعية الذين يدخلون في المهنة.[5]